# Olympique Gymnaste Club de Nice 1950-1951
Questa voce raccoglie le informazioni riguardanti l'Olympique Gymnaste Club de Nice nelle competizioni ufficiali della stagione 1950-1951.

## Maglie
| Manica sinistra · Manica sinistra · Maglietta · Maglietta · Manica destra · Manica destra · Pantaloncini · Calzettoni |

## Rosa
| N. |                    | Ruolo | Calciatore         |
| -- | ------------------ | ----- | ------------------ |
|    | Francia (bandiera) | P     | Robert Germain     |
|    | Francia (bandiera) | D     | Jean Belver        |
|    | Francia (bandiera) | D     | Mokhtar Ben Nacef  |
|    | Francia (bandiera) | D     | Louis Broccolichi  |
|    | Francia (bandiera) | D     | Ahmed Firoud       |
|    | Francia (bandiera) | D     | Marcel Gaillard    |
|    | Francia (bandiera) | D     | Hassan M'Jid       |
|    | Francia (bandiera) | D     | Roger Mindonnet    |
|    | Francia (bandiera) | D     | Serge Pedini       |
|    | Svezia (bandiera)  | D     | Lennart Samuelsson |
|    | Brasile (bandiera) | C     | Yeso Amalfi        |

| N. |                    | Ruolo | Calciatore           |
| -- | ------------------ | ----- | -------------------- |
|    | Francia (bandiera) | C     | Antoine Bonifaci     |
|    | Francia (bandiera) | C     | Léon Rossi           |
|    | Svezia (bandiera)  | A     | Pär Bengtsson        |
|    | Francia (bandiera) | A     | Abdelaziz Ben Tifour |
|    | Francia (bandiera) | A     | Jean Courteaux       |
|    | Francia (bandiera) | A     | Désiré Carré         |
|    | Francia (bandiera) | A     | François Fassone     |
|    | Francia (bandiera) | A     | Robert Grange        |
|    | Svezia (bandiera)  | A     | Åke Hjalmarsson      |
|    | Italia (bandiera)  | A     | Roberto Serone       |